# Elk (hrabstwo Mendocino)
Elk – obszar niemunicypalny w hrabstwie Mendocino, w Kalifornii (Stany Zjednoczone), na wysokości 41 m. Znajduje się przy drodze California State Route 1.